# 杂司谷灵园
雜司谷靈园（日语：／ Zōshigaya Reien */?）是日本東京都豐島區南池袋的一處公共墓地。該公墓是非宗派的，在其10公頃的區域內有許多名人的墳墓。它由東京都公園協會負責維護。

## 埋葬名人

### 學術界
- 池田菊苗：化學家
- 金田一京助：語言學家、民俗學家，愛奴語研究的先驅
- 中村進午：國際法學者
- 成島柳北：幕府末期儒學家、文學家
- 羽仁五郎：歷史學家
- 島津一郎：家族法學者
- 松村松年：昆蟲學家
- 綱島梁川：宗教思想家、評論家

### 醫學界
- 荻野吟子：日本近代首位女醫師
- 高橋順太郎：醫師、藥學家
- 林春雄：醫學博士、藥理學家

### 文學界
- 泉鏡花：小說家
- 押川春浪：冒險小說家、科幻作家
- 窪田空穗：歌人、國文學家
- 小泉八雲（希臘語：Πατρίκιος Λευκάδιος Χέρν）：出生於希臘的愛爾蘭裔語言學家、作家，獲聘到日本講學的御雇外國人，1896年歸化日本籍。
- 佐藤八郎：詩人、童謠作詞家、作家
- 島村抱月：文學評論家、詩人、劇作家
- 武島羽衣：詩人、國文學家、作詞家
- 竹久夢二：詩人、畫家
- 永井荷風：小說家
- 夏目漱石：小說家、文學評論家
- 川口松太郎：小說家、劇作家
- 森田草平：小說家、翻譯家
- 大町桂月：詩人、隨筆作家、評論家。

### 演藝界
- 第十五代市村羽左衛門：歌舞伎演員
- 第二代大川橋藏：歌舞伎演員
- 第六代尾上梅幸：歌舞伎演員
- 初代江戶家貓八：模仿家
- 古川綠波：喜劇演員
- 川口浩：演員
- 久松保夫：演員、聲優

### 美術界
- 東鄉青兒：西洋畫畫家
- 尾形月耕：浮世繪、日本畫畫家
- 村山槐多：西洋畫畫家、詩人、作家

### 教育界
- 伊藤長七：教育家
- 約翰萬次郎：幕末時期翻譯家、教師，以自身英語能力促成日本與美國締結《日美親善條約》
- 加藤弘之：教育家、政治學家
- 拉斐爾·馮·庫伯（德語：Raphael von Koeber）：德裔俄國哲學家、音樂家，獲聘到日本講學的御雇外國人

### 政治界
- 小栗忠順：江戶時代末期的幕臣
- 千葉定吉：江戶時代末期鳥取藩藩士，北辰一刀流的劍術家
- 千葉重太郎：江戶時代末期鳥取藩藩士，北辰一刀流的劍術家，千葉定吉的長男
- 東條英機：內閣總理大臣、統制派首腦、陸軍大將、東京大審甲級戰犯
- 伊澤多喜男：政治家

### 宗教界
- 蔦田二雄：基督教牧師
- 蔦田公義：基督教牧師，蔦田二雄之子
- 成瀨仁藏：基督教牧師

### 其他
- 羽仁素子：日本首位女性新聞工作者
- 鬼坊主清吉：江戶時代盜賊
- 今泉隆雄：作曲家，曾任參議員
- 岩瀨忠震：外交官

## 外部連結
- http://www.tokyo-park.or.jp/park/format/index071.html （页面存档备份，存于）
- http://com-support.co.jp/zoushigaya-reien/index.html （页面存档备份，存于）